# Ölmühle (Bad Grönenbach)
Ölmühle ist ein Ortsteil des Kneippheilbades Bad Grönenbach im Landkreis Unterallgäu in Bayern.

## Geografie

### Lage
Der Weiler liegt etwa zwei Kilometer nördlich von Bad Grönenbach auf einer Höhe von 660 m ü. NN. Ölmühle grenzt im Norden an das Dorf Zell und im Süden an den Markt Bad Grönenbach. Leicht südwestlich befindet sich der Weiler Ziegelstadel. Er liegt unmittelbar an der Kreisstraße MN 19.

### Geologie
Der Bereich der Ölmühle gehört noch zur Hochterrasse der Rißeiszeit, welche sich hauptsächlich östlich des Weilers in Nordsüdrichtung erstreckt.

## Baudenkmäler
Das zweigeschossige Bauernhaus mit Satteldach und Riegelfachwerk stammt aus dem Anfang des 19. Jahrhunderts und ist denkmalgeschützt.